# Вязовий Яр
Вязовий Яр (рос. Ов. Вязовой) — балка (річка) в Росії у Бєлгородському районі Бєлгородської області. Права притока річки Уди (басейн Азовського моря).

## Опис
Довжина балки приблизно 7,37 км, найкоротша відстань між витоком і гирлом — 6,71 км, коефіцієнт звивистості річки — 1,19. Формується декількома балками та загатами.

## Розташування
Бере початок на південно-західній стороні від села Безсонівка в урочищі Високе. Спочатку тече на південний захід, а далі тече переважно на південний схід через село Щетинівку і впадає у річку Уду, праву притоку Сіверського Дінця.

## Цікаві факти
- У минулому столітті на балці з лівої сторони існувала водокачка[3].